# TARDIS

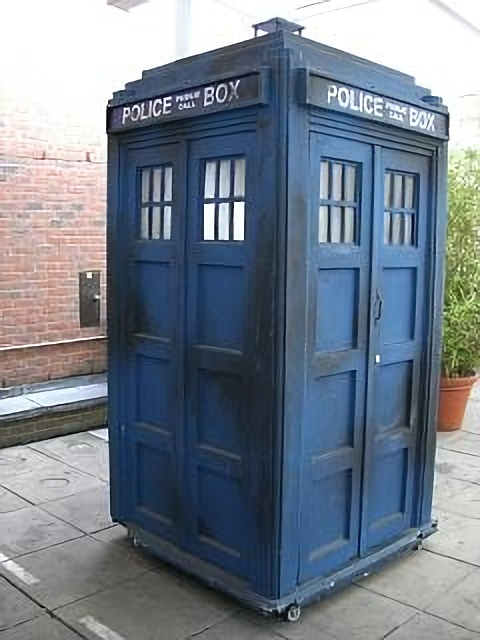
TARDIS Doktora wyglądająca jak zwykła budka policyjna. Takiego wyglądu rekwizyt jakim jest TARDIS był używany w latach 80.

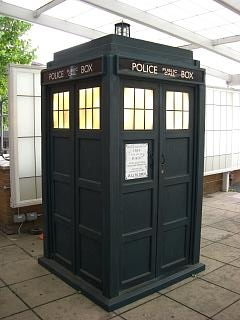
TARDIS jako rekwizyt używany w latach 2005–2010

TARDIS (Time And Relative Dimension(s) In Space) – fikcyjny statek kosmiczny związany z brytyjskim serialem science-fiction pt. Doktor Who.

## Opis
TARDIS jest wytworem zaawansowanej technologii pozaziemskiej cywilizacji o nazwie „Władcy Czasu”, do której należy także tytułowa postać serialu, Doktor. Właściwie utrzymywana i pilotowana TARDIS może przenieść jego załogę w dowolne miejsce w dowolnym czasie we wszechświecie. TARDIS-y są o wiele większe wewnątrz niż na zewnątrz (możliwe jest nawet że są nieskończone), a powierzchnia zewnętrzna zmienia się dopasowując do otoczenia dzięki tzw. obwodowi kameleona. TARDIS-y mają również swój własny poziom wrażliwości, a wówczas gdy tego potrzebuje użytkownik, TARDIS może m.in. telepatycznie tłumaczyć języki.
TARDIS-ów nie buduje się, a hoduje, przez co są żywymi organizmami. Posiadają duszę i serce oraz potrafią się komunikować telepatycznie ze swoim właścicielem. Spojrzenie w serce TARDIS jest niebezpieczne, natomiast wchłonięcie jego wiru czasowego jest śmiertelne zarówno dla ludzi, jak i dla Władców Czasu.
W serialu pojawia się w głównej mierze TARDIS Doktora. Urządzenie to jest przestarzałym modelem oznaczone jako „typ 40, model 1”. Obwód kameleona w TARDIS Doktora został uszkodzony podczas jego wizyty w Londynie w 1963 roku, przez co wygląda jak budka policyjna. TARDIS Doktora została przez niego skradziona z jego własnej planety, gdzie była uznawana za starą, została wycofana z użytku i porzucona. Podczas wydarzeń z odcinka Żona Doktora świadomość TARDIS zostaje przez niedługi czas umieszczone w ludzkim ciele kobiety, o imieniu Idris, a wówczas ona mówi że długo przed kradzieżą, odeszła z własnej woli. W tym samych odcinkach powtarza często, że to nie on ukradł ją, tylko ona ukradła jego, mimo że także w tym odcinku Idris często zwraca się do Doktora pseudonimem „złodziej”.
TARDIS bardzo często daje wskazówki lub wbrew woli użytkownika przylatuje nie tam, gdzie on chciał. Również w odcinku Żona Doktora Idris potwierdza, że bardzo często wysyła Doktora tam, gdzie jest potrzebny, zamiast tego gdzie on chciał się znaleźć.
Przykładem innych TARDIS-ów można zaliczyć TARDIS Mistrza czy Rani. Te wehikuły, w przeciwieństwie do TARDIS Doktora, nie mają uszkodzonego obwodu kameleona.
Najwcześniejszym punktem czasu do jakiego powędrowała TARDIS Doktora był Wielki Wybuch, natomiast najpóźniejszy – do 100 bilionów lat w przyszłość. TARDIS Doktora mogła być świadkiem także m.in. Ostatniej Wielkiej Wojny Czasu, końca Ziemi czy „wyklucia” Księżyca.

## TARDIS w kulturze popularnej
Wygląd i kształt TARDIS w formie niebieskiej budki policyjnej (niegdyś częsty widok na ulicach miast Wielkiej Brytanii), stał się w świadomości widzów motywem mocno związanym z programem. Pierwotnie, za właśnie taki wygląd TARDIS odpowiedzialny był pierwszy scenarzysta serialu – Anthony Coburn. W 1996 roku BBC złożyła wniosek o zastrzeżenie wyglądu niebieskiej budki policyjnej jako znaku towarowego związanego z serialem. Dwa lata później, w 1998 roku, policja metropolitalna wniosła sprzeciw, lecz w 2002 roku biuro patentowe przyznało ostatecznie BBC prawa do znaku towarowego.
Na cześć tego fikcyjnego statku kosmicznego nazwano planetoidę (3325) TARDIS.